# Alpiner South American Cup 2018
Die Saison 2018 des alpinen South American Cups wurde von Ende August bis Ende September 2018 an vier Austragungsorten in Argentinien und Chile veranstaltet und war – wie auch die anderen Kontinentalrennserien des internationalen Ski-Verbandes FIS – ein Unterbau zum Weltcup. Sie zählt laut FIS-Regularien bereits zur jahresübergreifenden Wettbewerbssaison 2018/19. Für Herren und Damen wurden jeweils 14 Rennen am selben Ort organisiert. 

## Cupwertungen

### Gesamt
| Rang | Athlet                         | Punkte |
| ---- | ------------------------------ | ------ |
| 1    | Klemen Kosi                    | 415    |
| 2    | Cristian Javier Simari Birkner | 381    |
| 3    | Marko Vukićević                | 293    |
| 4    | Manuel Schmid                  | 264    |
| 5    | Miha Hrobat                    | 261    |

| Rang | Athletin                   | Punkte |
| ---- | -------------------------- | ------ |
| 1    | Macarena Simari Birkner    | 607    |
| 2    | Francesca Baruzzi Farriol  | 538    |
| 3    | Mialitiana Clerc           | 413    |
| 4    | Alexandra Prokopjewa       | 400    |
| 5    | María Belén Simari Birkner | 292    |

### Abfahrt
| Rang | Athlet              | Punkte |
| ---- | ------------------- | ------ |
| 1    | Dominik Schwaiger   | 180    |
| 2    | Klemen Kosi         | 129    |
| 3    | Marko Vukićević     | 116    |
| 4    | Blaise Giezendanner | 109    |
| 5    | Josef Ferstl        | 92     |

| Rang | Athletin                | Punkte |
| ---- | ----------------------- | ------ |
| 1    | Alexandra Prokopjewa    | 200    |
| 2    | Greta Small             | 160    |
| 3    | Macarena Simari Birkner | 110    |
| 4    | Cande Moreno Becerra    | 105    |
| 5    | Carmina Pallas          | 82     |

### Super-G
| Rang | Athlet          | Punkte |
| ---- | --------------- | ------ |
| 1    | Klemen Kosi     | 260    |
| 2    | Marko Vukićević | 177    |
| 3    | Manuel Schmid   | 174    |
| 4    | Miha Hrobat     | 162    |
| 5    | Johan Clarey    | 160    |

| Rang | Athletin             | Punkte |
| ---- | -------------------- | ------ |
| 1    | Alexandra Prokopjewa | 200    |
| 2    | Ania Monica Caill    | 180    |
| 3    | Cande Moreno Becerra | 172    |
| 4    | Carmina Pallas       | 170    |
| 5    | Valentine Macheret   | 160    |

### Riesenslalom
| Rang | Athlet                         | Punkte |
| ---- | ------------------------------ | ------ |
| 1    | Cristian Javier Simari Birkner | 218    |
| 2    | Diego Holscher                 | 194    |
| 3    | Andres Figueroa                | 134    |
| 4    | Sven von Appen                 | 109    |
| 5    | Diego León                     | 101    |

| Rang | Athletin                  | Punkte |
| ---- | ------------------------- | ------ |
| 1    | Andrea Ellenberger        | 290    |
| 2    | Francesca Baruzzi Farriol | 214    |
| 3    | Nicol Gastaldi            | 187    |
| 4    | Mialitiana Clerc          | 166    |
| 5    | Macarena Simari Birkner   | 121    |

### Slalom
| Rang | Athlet                         | Punkte |
| ---- | ------------------------------ | ------ |
| 1    | Cristian Javier Simari Birkner | 163    |
| 2    | Hans Vaccari                   | 116    |
| 3    | Enrique Evia y Rocca           | 110    |
| 3    | Federico Liberatore            | 110    |
| 5    | Ondřej Berndt                  | 100    |
| 5    | Simon Maurberger               | 100    |
| 5    | Jean-Baptiste Grange           | 100    |

| Rang | Athletin                  | Punkte |
| ---- | ------------------------- | ------ |
| 1    | Mireia Gutiérrez          | 250    |
| 2    | Macarena Simari Birkner   | 230    |
| 3    | Doriane Escané            | 160    |
| 4    | Francesca Baruzzi Farriol | 145    |
| 5    | Angélica Simari Birkner   | 135    |

## Podestplatzierungen Herren
| Datum      | Ort                | Disziplin    | 1. Platz                       | 2. Platz                       | 3. Platz                         |
| ---------- | ------------------ | ------------ | ------------------------------ | ------------------------------ | -------------------------------- |
| 25.08.2018 | Las Leñas (ARG)    | Slalom       | Enrique Evia y Roca            | Cristian Javier Simari Birkner | Diego Holscher                   |
| 26.08.2018 | Las Leñas (ARG)    | Riesenslalom | Diego Holscher                 | Cristian Javier Simari Birkner | Andreas Figueroa                 |
| 27.08.2018 | Las Leñas (ARG)    | Riesenslalom | Cristian Javier Simari Birkner | Sven von Appen                 | Diego Holscher                   |
| 01.09.2018 | El Colorado (CHI)  | Riesenslalom | Rasmus Windingstad             | Henrik Røa                     | Ondřej Berndt                    |
| 02.09.2018 | La Parva (CHI)     | Slalom       | Ondřej Berndt                  | Jan Zabystřan                  | Tomáš Klinský                    |
| 04.09.2018 | La Parva (CHI)     | Abfahrt      | Dominik Schwaiger              | Blaise Giezendanner            | Marko Vukićević                  |
| 04.09.2018 | La Parva (CHI)     | Abfahrt      | Klemen Kosi                    | Dominik Schwaiger              | Josef Ferstl                     |
| 05.09.2018 | La Parva (CHI)     | Super-G      | Andreas Sander                 | Thomas Dreßen                  | Johan Clarey                     |
| 05.09.2018 | La Parva (CHI)     | Super-G      | Johan Clarey                   | Brice Roger                    | Klemen Kosi                      |
| 11.09.2018 | El Colorado (CHI)  | Super-G      | Manuel Schmid                  | Marko Vukićević                | Miha Hrobat                      |
| 12.09.2018 | El Colorado (CHI)  | Super-G      | Klemen Kosi                    | Miha Hrobat                    | Henrik von Appen Marko Vukićević |
| 17.09.2018 | Cerro Castor (ARG) | Slalom       | Jean-Baptiste Grange           | Fabian Bacher                  | Federico Liberatore              |
| 18.09.2018 | Cerro Castor (ARG) | Slalom       | Simon Maurberger               | Hans Viccari                   | Alex Vinatzer                    |
| 19.09.2018 | Cerro Castor (ARG) | Riesenslalom | Pawel Trichitschew             | Alex Vinatzer                  | Remy Falgoux                     |

## Podestplatzierungen Damen
| Datum      | Ort                | Disziplin    | 1. Platz                  | 2. Platz                | 3. Platz                  |
| ---------- | ------------------ | ------------ | ------------------------- | ----------------------- | ------------------------- |
| 25.08.2018 | Las Leñas (ARG)    | Slalom       | Francesca Baruzzi Farriol | Macarena Simari Birkner | Mialitiana Clerc          |
| 26.08.2018 | Las Leñas (ARG)    | Riesenslalom | Francesca Baruzzi Farriol | Andrea Ellenberger      | Mialitiana Clerc          |
| 27.08.2018 | Las Leñas (ARG)    | Riesenslalom | Andrea Ellenberger        | Nicol Gastaldi          | Mialitiana Clerc          |
| 01.09.2018 | El Colorado (CHI)  | Riesenslalom | Kajsa Vickhoff Lie        | Candace Crawford        | Maren Skjøld              |
| 02.09.2018 | La Parva (CHI)     | Slalom       | Kristin Lysdahl           | Mina Fürst Holtmann     | Kristine Gjelsten Haugen  |
| 04.09.2018 | La Parva (CHI)     | Abfahrt      | Alexandra Prokopjewa      | Greta Small             | Macarena Simari Birkner   |
| 04.09.2018 | La Parva (CHI)     | Abfahrt      | Alexandra Prokopjewa      | Greta Small             | Cande Moreno Becerra      |
| 05.09.2018 | La Parva (CHI)     | Super-G      | Alexandra Prokopjewa      | Macarena Simari Birkner | Julie Perrier             |
| 05.09.2018 | La Parva (CHI)     | Super-G      | Alexandra Prokopjewa      | Carmina Pallas          | Francesca Baruzzi Farriol |
| 11.09.2018 | El Colorado (CHI)  | Super-G      | Ilka Štuhec               | Valentine Macheret      | Anna Hofer                |
| 12.09.2018 | El Colorado (CHI)  | Super-G      | Cande Moreno Becerra      | Valentine Macheret      | Anna Hofer                |
| 17.09.2018 | Cerro Castor (ARG) | Slalom       | Mireia Gutiérrez          | Doriane Escané          | Clara Direz               |
| 18.09.2018 | Cerro Castor (ARG) | Slalom       | Mireia Gutiérrez          | Doriane Escané          | Macarena Simari Birkner   |
| 19.09.2018 | Cerro Castor (ARG) | Riesenslalom | Tessa Worley              | Taïna Barioz            | Andrea Ellenberger        |